# Helena Dąbrowska (pielęgniarka)
Helena Dąbrowska (ur. 1 maja 1914 w Kowlu, zm. 2003) – polska pielęgniarka, odznaczona w 1973 roku medalem Florence Nightingale.

## Życiorys
Od najmłodszych lat była związana z harcerstwem. We wrześniu 1939 roku została przydzielona do szpitala w Lublinie i wraz z nim ewakuowana do Kowla. Od stycznia 1942 roku pracowała w szpitalu w Lubomlu. 2 lutego 1942 roku złożyła przysięgę, wstępując do konspiracji. Wybrała pseudonim Flora. Współpracowała z 27 Wołyńską Dywizja Piechoty Armii Krajowej, dostarczając potrzebne środki medyczne dla szpitala polowego, oraz pomagała w ukrywaniu leczenia przez szpital rannych partyzantów. W 1944 roku po dołączeniu do Dywizji zorganizowała szpital polowy w nadleśnictwie w Jagodzinie. Po wojnie pracowała w szpitalu polowym w Kwidzynie. W 1952 roku ukończyła kurs sanitarny PCK i zdała egzamin państwowy, uzyskując tytuł pielęgniarki dyplomowanej. Od 1961 roku mieszkała i pracowała w szpitalu wojewódzkim i Wojewódzkiej Stacji Krwiodawstwa w Olsztynie. W latach 60. XX wieku rozpoczęła studia zaoczne na Wydziale Polonistyki Uniwersytetu Warszawskiego.

## Odznaczenia
- Krzyż Walecznych[4]
- Srebrny Krzyż Zasługi z Mieczami
- Krzyż Partyzancki
- Medal Zwycięstwa i Wolności
- Złota Odznaka Honorowa „Zasłużony dla Warmii i Mazur”
- 1973 Medal Florence Nightingale[5]